# اسماعیل شاه الزاده
اسماعیل شاه الزاده (انگلیسی: Ismael Shah Al-Zadah؛ زادهٔ ۲۶ اکتبر ۱۹۶۲) بازیکن هندبال اهل کویت بود.